# Czartoryski vár
A Czartoryski vár (lengyelül: Zamek w Czartorysku) a 14. században épült, de napjainkban már nem létező épület, melyet Volhíniában, a Sztir folyó partján álló magas hegy tetején építettek. Évszázadokon át a legbefolyásosabb lengyel mágnás, illetve hercegi családok központja volt. A terület napjainkban Ukrajna része.

## Története
A vár körüli földek Švitrigaila (Świdrygiełło) litván nagyfejedelem tulajdonában álltak, aki II. Ulászló lengyel király testvére, Algirdas fia és Gediminas unokája volt.  Švitrigaila hatalmas birtokokat adományozott a volhíniai Czartorysk és Klevany (Klewań) települések környékén a Czartoryskiaknak. A vár és a család a Czartorysk nevű falutól kölcsönözte a nevét.
A vár tulajdonosai ezt követően nemzedékeken át a Czartoryski hercegek voltak, majd 1601-től a Pac, később a Leszczyński, 1677-től a Wiśniowieccy, 1725-től pedig a Radziwiłł családok. A vár területe a 19. század közepétől a megszálló orosz kormány tulajdona lett.
A várat az idők folyamán többször átépítették, majd a 18. századra elpusztult, csak a várfalak és néhány véderőmű maradt belőle. Ekkor a Radziwiłłek új palotát építtettek központnak, amelyet azonban elbontottak az orosz megszálláskor. A vár közelében találhatók az egykori domonkos-rendi kolostor romjai is.

## Fordítás
Ez a szócikk részben vagy egészben  a   Zamek w Czartorysku című lengyel Wikipédia-szócikk ezen változatának fordításán alapul.  Az eredeti cikk szerkesztőit annak laptörténete sorolja fel. Ez a jelzés csupán a megfogalmazás eredetét és a szerzői jogokat jelzi, nem szolgál a cikkben szereplő információk forrásmegjelöléseként.